# Kurt Schwitters
Kurt Schwitters (Hannover, 20 juni 1887 - Kendal (Verenigd Koninkrijk), 8 januari 1948) was een Duits kunstschilder, typograaf, publicist en dichter, die beroemd werd met zijn collages, zijn klankgedichten en als bedenker van Merz.

...ist es auch Wahnsinn, hat es doch Methode...
— Börsenkurier, 1924.

## Levensloop
Hij was een zoon van Eduard Schwitters en Henriette Beckemeyer, die tot 1898 een dameskledingzaak aan de Theaterplatz in Hannover bezaten en daarna leefden van inkomsten uit onroerend goed. In 1894 ging Schwitters naar het Realgymnasium I in Hannover. Vanaf 1901 had hij last van epileptische aanvallen. Na het gymnasium te hebben verlaten volgde hij een opleiding aan de kunstacademie in Dresden. Hij was vanaf 1907 actief als kunstschilder en maakte toen impressionistische schilderijen. Rond 1917 sloot hij zich aan bij de expressionisten. In 1918 zocht hij aansluiting bij 'Club Dada', een Berlijns groepje dadaïsten bestaande uit Johannes Baader, Raoul Hausmann en Richard Huelsenbeck, maar wordt door de laatste geweigerd. Wel knoopte hij contacten aan met Raoul Hausmann, met wie hij een soort 'vogeltaal' ontwikkelde, die hij gezeten in een boom in zijn voortuin in Hannover aan bezoekers voordroeg. Ook zocht hij Georg Grosz op door domweg bij hem aan te bellen. Hans Richter tekende in 1964 het gesprek, dat tussen hen plaats gehad zou hebben, op. Schwitters stelde zichzelf voor door te zeggen: "Goedemorgen, Herr Grosz, mijn naam is Schwitters", waarop Grosz hem antwoordde: "Ik ben niet Grosz" en de deur dichtsmeet. Schwitters belde nog een tweede keer en antwoordde hem: "Ik ben ook Schwitters niet".

### ‘Nicht Dada, sondern Merz’

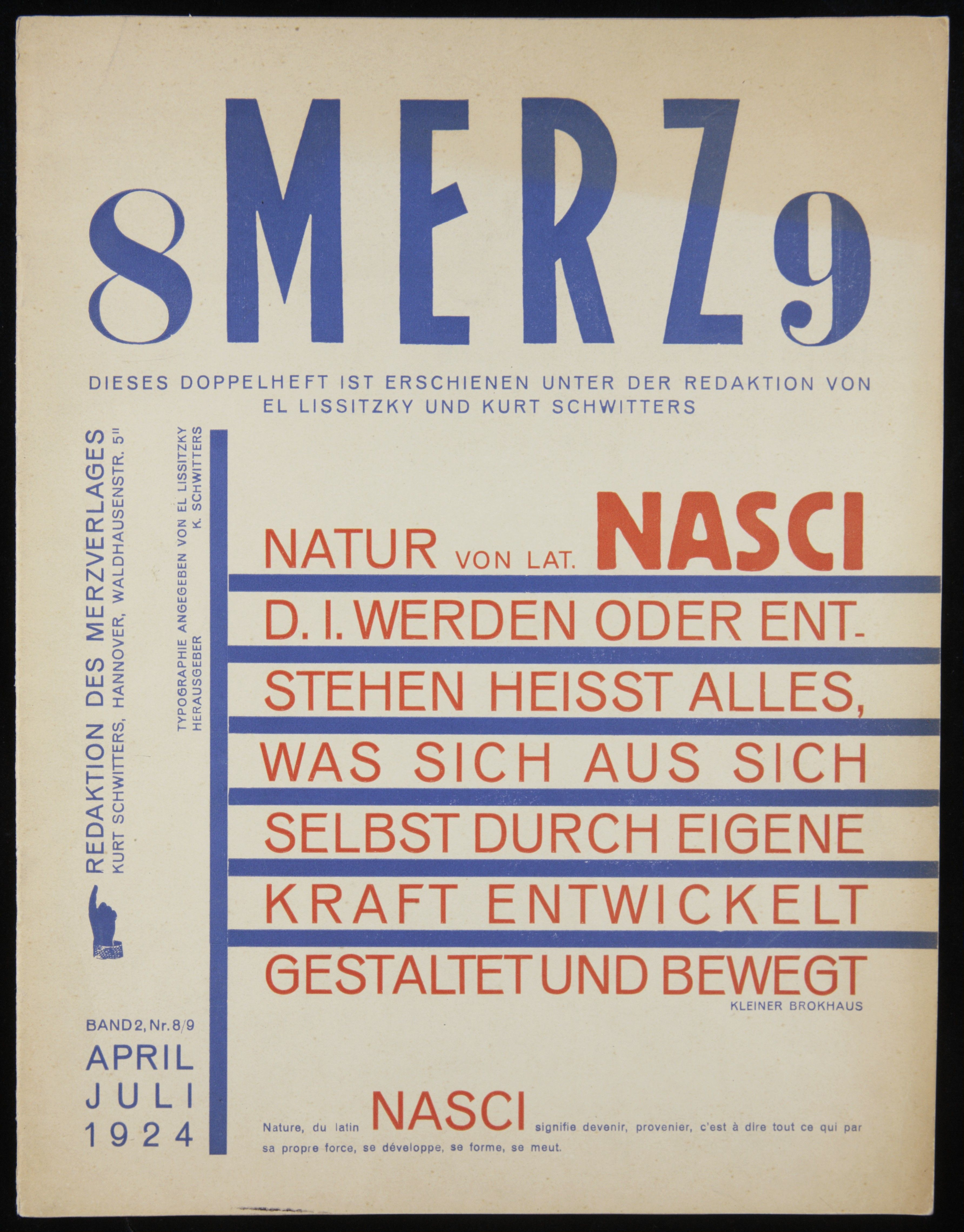
Kaft van Merz, nummer 8/9 (april-juli 1924), ontworpen door El Lissitzky.

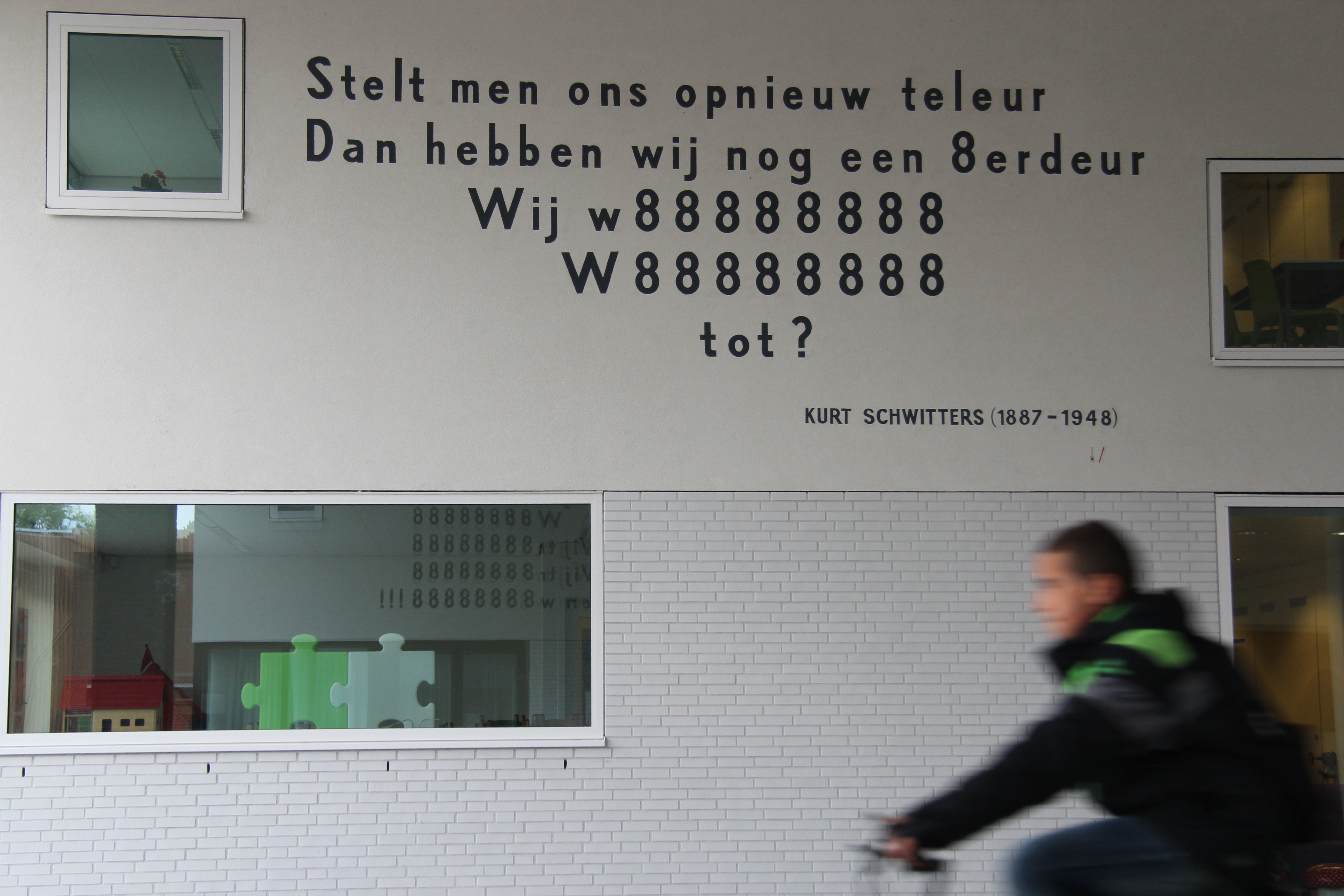
Het muurgedicht Wij w88888888 in Leiden

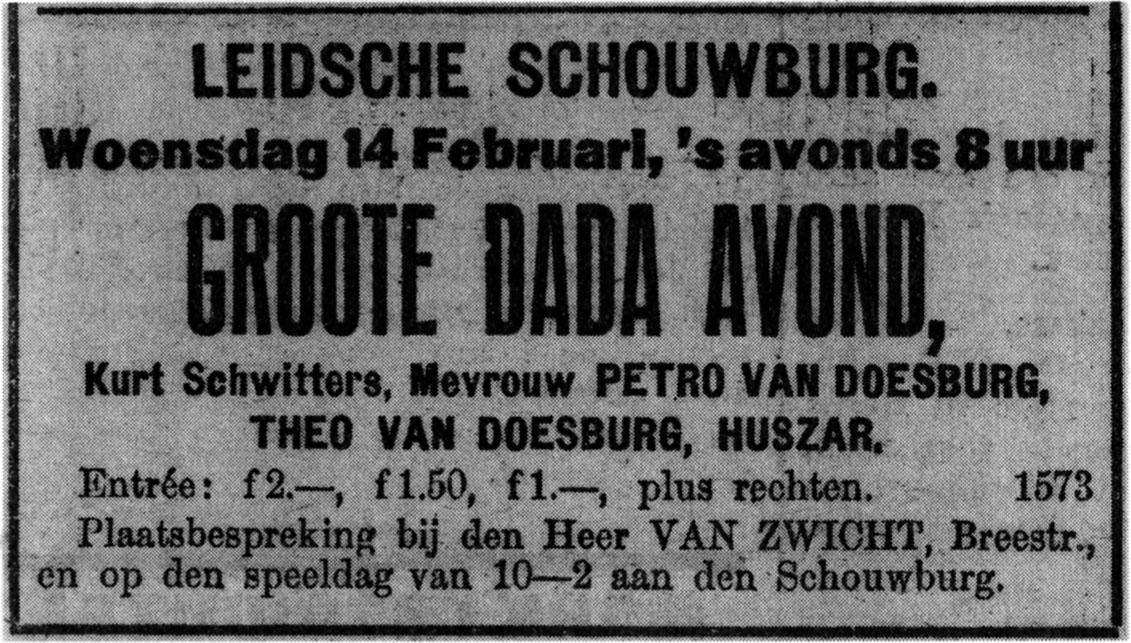
Advertentie voor de Groote Dada Avond in Leiden

In 1919 maakte hij een opmerkelijke collage, die hij naar een fragment van een hierin verwerkte advertentie van de KOMMERZ UND PRIVATBANK, waarop slechts nog de letters MERZ te lezen waren, Merzbild noemde. Naast krantenknipsels gebruikte hij materiaal als papier, karton, kippengaas en prikkeldraad, dat hij simpelweg op straat vond. In Hannover werd hij om die reden al snel een lokale bekendheid, zo schreef een zekere Friedhelm Lach: 'Man empfahl ihm, entweder den Irrenarzt aufzusuchen, oder man sah lächelnd über den Aussenseiter hinweg, der - man stelle sich das vor! - mit seinem Fahrrad durch die Straszen Hannovers fuhr und Papierfetzen, Korken und Holzstücken sammelte'.
In 1919 vond de eerste tentoonstelling van zijn Merzbilder plaats in galerie Der Sturm van Herwarth Walden en in 1920 werd zijn werk tentoongesteld in de Société Anonyme in New York.
In 1921 ontmoette hij de Nederlandse kunstenaar Theo van Doesburg. Via Van Doesburg leerde hij de schoenmaker-kunstenaar Thijs Rinsema en zijn broer Evert kennen. Hij zocht hen regelmatig op in hun woonplaats Drachten, waar hij met Thijs werkte aan diverse collages en kistjes en doosjes, samengesteld uit allerlei kleine stukjes hout die ze op straat of op de markt vonden.
In de herfst van 1921 organiseerde Schwitters met onder meer Raoul Hausmann een dada-tournee naar Praag. Tijdens deze tournee maakte hij kennis met Hausmanns' klankgedicht 'fmsbwtcu' en was hier zo enthousiast over dat hij het daarna als 'portret van raoul hausmann' nog vaak zou voordragen. Ook diende het als voorbeeld voor zijn 'Ursonate', waar hij tot 1932 aan werkte.
Op 23 september 1922 reisde Schwitters naar Weimar. Op 24 september bezocht hij de Städtische Kunstverein van Walter Dexel in Jena. Op 25, 27 en 29 september 1922 nam Schwitters deel aan een kleine, door Theo van Doesburg georganiseerde, Duitse Dada-tournee, die achtereenvolgens de steden Weimar, Jena en Hannover aandeed.

### ‘Holland ist Dada’
Vanwege het grote succes van deze mini-tournee, nodigde Van Doesburg hem uit deel te nemen aan een iets groter opgezette Nederlandse Dada-tournee, waar ook Van Doesburgs vriendin Nelly van Moorsel en de De Stijl-kunstenaar Vilmos Huszár deel aan namen. De eerste voorstelling stond voor 31 december 1922 gepland, maar door problemen met zijn paspoort kwam Schwitters pas op 5 januari in Nederland aan. Daar logeerde hij met zijn vrouw enige tijd bij Van Doesburgs tweede vrouw, Lena Milius, in Den Haag. Omdat het Nederlandse publiek weinig of geen Duits verstond, bestond een groot deel van Schwitters' voorgedragen werk uit klank-, cijfer- en lettergedichten. Naast deze voorstellingen gaf hij ook solo-optredens, zoals omstreeks 27 januari in bioscoop Besterds Belang in Tilburg en op 13 april in de bovenzaal van 'De Phoenix' in Drachten. Aangekomen op het tramstation in Drachten bracht Schwitters zijn bagage zelf met een kruiwagen naar de broers Thijs en Evert Rinsema. Hans Richter tekende in 1964 op dat Schwitters altijd vierde klasse reisde en twee zware tassen meezeulde, die vol zaten met materiaal voor het maken van zijn collages, die hij overal verkocht voor 20 Mark per stuk. Ter gelegenheid van Schwitters' avond ontwierp Thijs Rinsema twee 'modernistische' panelen, die aan weerszijden van het toneel opgesteld werden. De avond zelf werd in de Dragtster Courant aangekondigd met Schwitters' gedicht 'wij w88888888' (zie Gedichten) en werd door ongeveer 40 mensen bezocht. Voorafgaand was de brochure Wat is Dada? verkrijgbaar. Nelly van Doesburg wist zich in 1971 te herinneren, dat "tijdens de bedoelde avond door Kurt Schwitters ‘Anna Blume’ [sic] en de ‘Ursonate’ [zijn] voorgedragen, terwijl hij voorts gedeelten uit Goethe voorlas tijdens een uitvoering van een sonate van Chopin door mij". Daarnaast droeg Schwitters 'Das Verwesungswesen', 'Achtung bitte Privatherrschaften!', 'Nennen Sie es Ausschlachtung' en 'Hannover' voor (zie Gedichten), plus het gedicht 'Und als sie in die Tüte sah', dat in een verslag in de Dragtster Courant van 17 april aldus in het Fries werd vertaald:
      En as hja yn de poede seach,

      Dan wieren d’r reade kjessen yn,

      Dan makke hja de poede ticht,

      Dan wier de poede ticht.

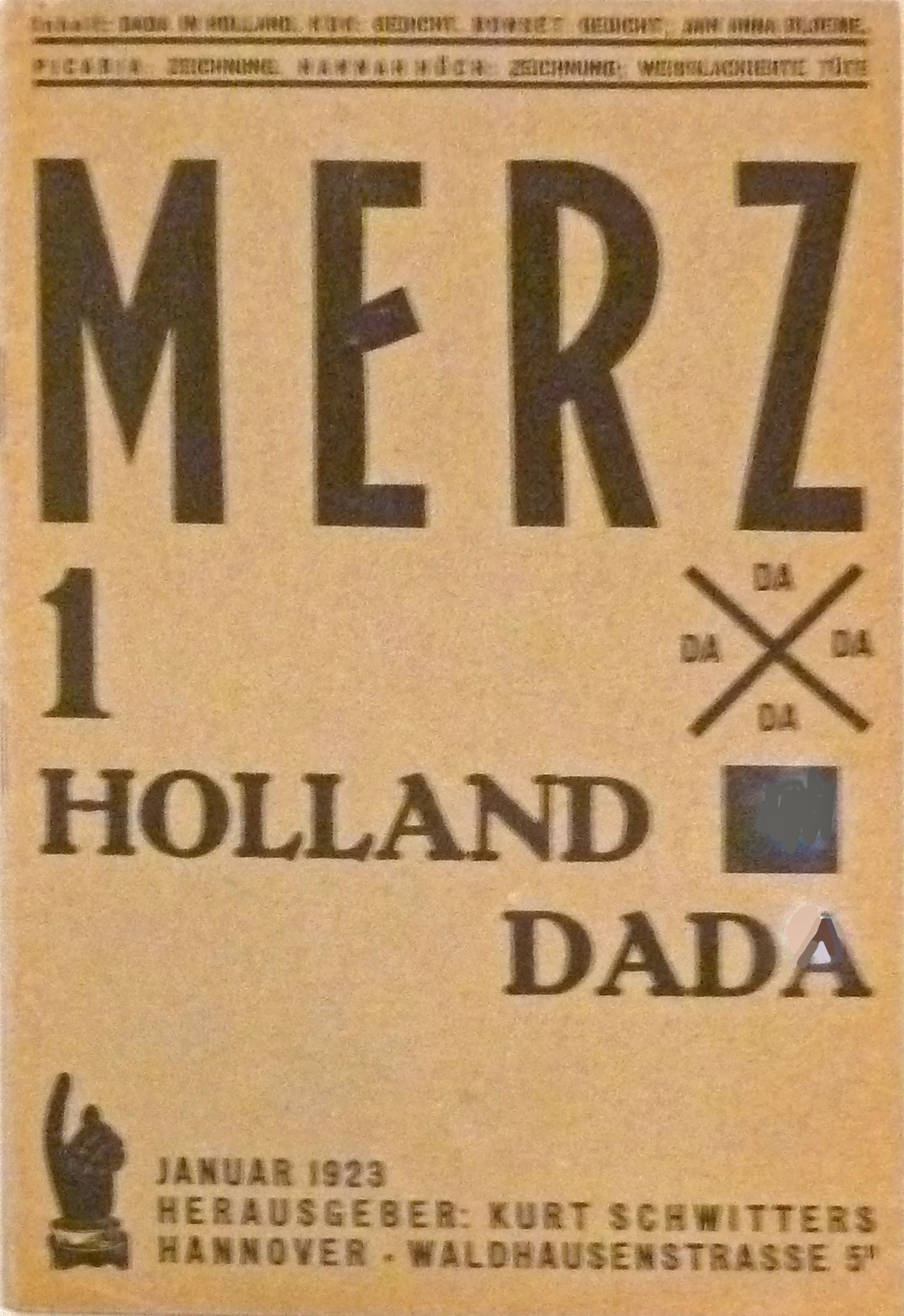
Eerste nummer van het tijdschrift "Merz", januari 1923

Schwitters vond dit blijkbaar zo aardig, dat hij het later verwerkte in het gedicht 'Die Zute Tute' (zie Gedichten). Verder droeg hij het verhaal 'Die weisslackierte schwarze Tüte' (zie Artikelen) voor en las hij aforismen voor uit het boekje Verzamelde volzinnen van Evert Rinsema. Anders dan de Dada-tournee, die hij met Van Doesburg, Van Moorsel en Huszár organiseerde, die zó tumultueus verliep dat de politie er soms aan te pas moest komen, verliep de Dada-avond in Drachten keurig en was de lokale pers zelfs voorzichtig positief. In het verslag in de Dragtster Courtant van 17 april stond verder: "(...) hoe idioot ook, in alles kenmerkt zich de geroutineerde cabaret-artist [Schwitters], die het zóó kluchtig weet te doen, dat de veertig aanwezigen, die zich tevoren vermoedelijk allen verbeeld hebben, als nuchtere plattelanders meer zelfbeheersching te kunnen toonen dan de doorsnee-stedeling, zich krom gelachen hebben!" De avond zou de geschiedenis in gaan als de laatste dada-manifestatie in Europa. Waren zijn optredens tot dan toe toch vooral provocatief, later zou hij zijn publiek, op veel kleinere schaal, onderhouden met sprookjes en voordrachten over moderne kunst. Naar aanleiding van de Nederlandse Dada-tournee gaf hij in januari 1923 het eerste nummer van zijn tijdschrift MERZ uit.Het eerste nummer behandelde het dadaïsme in Nederland. De Haagse auteur Til Brugman verzorgde de Nederlandse abonnementen.
In het voorjaar van 1923 vonden ook Merztentoonstellingen plaats in Kunstsalon Emil Richter in Dresden, galerie Sonnenbloem in Den Haag en het 'Gebouw voor Beeldende Kunst' (Arti et Amicitiae?) in Amsterdam. Ook stelde Schwitters regelmatig werk tentoon in galerie Der Sturm in Berlijn.
Tijdens de Nederlandse Dada-tournee ontmoette hij Van Doesburgs beste vriend, de Tilburger Antony Kok, voor wie hij onmiddellijk veel sympathie had. Kok omschreef Schwitters als iemand die tegelijkertijd komediant als wijsgeer was en droeg aan hem zijn gedicht 'Vlahaïsvatka, poème dada' op. Hij nodigde hem in april uit een paar dagen bij hem in Tilburg te logeren. Daar stelde Kok hem voor aan zijn in Zwolle wonende zus, Marie, die twee collages kocht (Badeleben en Einbild; zie Collages), die Schwitters op Koks schoorsteenmantel en vleugel had uitgestald. Schwitters zou Kok op zijn beurt in Hannover uitnodigen, waar hij hem rondleidde in zijn 'Merzbau', een uit allerlei straatafval opgebouwde constructie in zijn woonhuis. Kok moest in een soort grot van hout en gips zitten, terwijl Schwitters hem vanuit een andere grot een verhaal voorlas. In 1925 droeg Schwitters het in samenwerking met Theo van Doesburg en zijn buurvrouw, Käte Steinitz, gemaakte kinderboek Die Scheuche. Märchen (De vogelverschrikker. Sprookjes) aan Kok op.

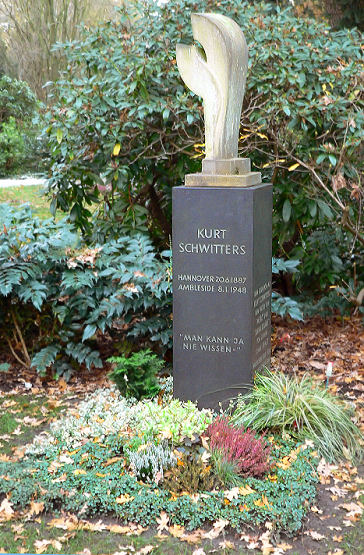
Graf van Kurt Schwitters in Hannover met een replica van zijn sculptuur Die Herbstzeitlose (zie Sculptuur).

Ondanks Schwitters' haast manische productiviteit, oogstte hij als Merzkünstler weinig succes. "Het is heel moeilijk in Duitschland, veel werk en weinig centen. (...) Ik teeken nu ook reklame advertentien voor de couranten, en schrijf artikelen. En ik heb ook een portrait geschildered", schreef hij op 19 maart 1926 aan Thijs Rinsema.

### Ballingschap
In 1937 vluchtte hij voor het nazisme naar Noorwegen. Na het uitbreken van de Tweede Wereldoorlog vluchtte hij van daar uit naar Engeland. Hier begon hij met het vertalen van veel van zijn werk in het Engels en al snel begon hij ook rechtstreeks in het Engels te schrijven. Van 1944 tot zijn dood is hij bevriend met de Poolse futurist Stefan Themerson, die einde 1942 naar Engeland was uitgeweken, en zich daar bij het Poolse leger aansloot, die over Schwitters' internationale gerichtheid schreef: "You can perhaps be an Italian futurist, or a Russian futurist; a French cubist, or a Belgian Congo cubist; a German expressionist, or a Japanese expressionist; but you cannot possibly be an Italian, or French, or German dadaist. You are either a dadaist or a German, etc. etc. You cannot be both". Schwitters overleed in het Engelse Kendal en werd in Hannover herbegraven.

## Werk

### Publicaties

#### Boeken en dichtbundels
- Anna Blume. Dichtungen [eerste druk]. Hannover: Paul Steegemann, 1919.
- Anna Blume. Dichtungen [tweede druk]. Hannover: Paul Steegemann, 1919.
- Kurt Merz Schwitters. Elementar. Die Blume Anna. Die neue Blume Anna. Berlin: Der Sturm, 1922.
- Kurt (Merz) Schwitters. Memoiren Anna Blumes in Bleie. Eine leichtfaßliche Methode zur Erlernung des Wahnsinns für Jedermann. Freiburg i/B: W. Heinrich, 1922.
- Die Scheuche X. Märchen [i.s.m. Käte Trautman Steinitz en Theo van Doesburg]. Hannover: Apossverlag, [1925].
- Kurt Schwitters. Das literarische Werk [deel 2, Prosa 1918-1930]. Köln, 1974.

#### Gedichten
- An Anna Blume, 1919.
- Nennen Sie es Ausschlachtung, circa 1919.
- Hannover, 1920.
- Ursonate, 1922-1932.
- Aan Anna Bloemen [vertaling Theo van Doesburg], gepubliceerd in Merz, nummer 1 (januari 1923): p. 12.
- wij w88888888, gepubliceerd in Dragtster Courant.
- Die Zute Tute, april 1923.
- 'Unsittliches i-Gedicht', Merz, nummer 2 (april 1923): p. 19.
- 'An Arp', Merz, nummer 4 (juli 1923): p. 33.

#### Artikelen
- 'Zeitschriften gibt es genug (...)', Merz, nr. 1 (januari 1923): p. 1.
- 'Que fait Dada? (...)', Merz, nr. 1 (januari 1923): p. 2.
- 'Dadaismus in Holland', Merz, nr. 1 (januari 1923): p. 3-11.
- 'Die weisslackierte schwarze Tüte', Merz, nr. 1 (januari 1923): p. 14-15.
- 'De zelfoverwinning van Dada', Haagsche Post (20 januari 1923).
- 'I', Merz, nummer 2 (april 1923): p. 17-21.
- 'Krieg', Merz, nummer 2 (april 1923): p. 22.
- Kurt Schwitters, Theo van Doesburg, 'Das Schiffchen: Dada Nachrichten', Merz, nr. 2 (april 1923): p. 27-28.

### Tekeningen
- Berk bij Burgwedel. 9 mei 1907. Aquarel op papier. 21 × 26,8 cm. Hannover, Sprengel Museum.

### Schilderijen
- Zonder titel. 1911. Olieverf op doek. 59 × 79,8 cm. Hannover, Sprengel Museum.
- Missis [oude titel Harlekijn]. 1912. Olieverf op doek op karton. Hannover, Sprengel Museum.
- Boerderij in Sundern. 1912-1913. Olieverf op doek. 53,2 × 70,3 cm. Hannover, Sprengel Museum.
- Stilleven met kruik, citroenen en bloemen. 1916. Olieverf op karton. 50,5 × 50,7 cm. Hannover, Sprengel Museum.
- Abstractie Nr. II. 1917. Olieverf op karton. 69,8 × 49,5 cm. Hannover, Sprengel Museum.

### Assemblages
- Merzbild [verdwenen]. 1919. Materiaal en afmetingen onbekend.
- Das Kreisen. 1919. Hout, metaal, touw, cardboard, wol, draad, leer en olieverf op doek. 122,7 × 88,7 cm. New York, Museum of Modern Art.

### Collages
- Tekening A 2: Hansi. 1918. Gekleurd en bedrukt papier op papier. 36,8 × 29,5 cm. New York, Museum of Modern Art.
- Schilderij met licht midden. 1919. Gekleurd en bedrukt papier, waterverf, olieverf en potlood op board. 84,5 × 65,7 cm. New York, Museum of Modern Art.
- Einbild. 1921. Collage 45 × 35,5 cm. Haarlem, privéverzameling.
- Mz 460 Twee Onderbroeken. 1921. Gekleurd en bedrukt papier en stof op cardboard. 20,3 × 17,1 cm. New York, Museum of Modern Art.
- Merzzeichnung 21. Januari 1923. Collage. Afmetingen en verblijfplaats onbekend. Afgebeeld in Merz, nr. 1 (januari 1923): p. 1.
- Badeleben [verloren gegaan tijdens een restauratie in de jaren 80].
- Zonder titel. 1947.

### Sculptuur
- Die heilige Bekümmernis [verloren gegaan]. Circa 1919.
- Die Kultpumpe. Circa 1919. Materiaal, afmetingen en verblijfplaats onbekend.
- Die Herbstzeitlose. 1926-1929 [gereconstrueerd 1956]. Gips. 80,5 × 29,7 × 35,5 cm. Hannover, Sprengel Museum.

## Kurt-Schwittersprijs
De Kurt-Schwittersprijs (Duits: Kurt-Schwitters-Preis der Niedersächsischen Sparkassenstiftung) is een prijs die een kunstenaar kan krijgen wanneer hij vernieuwend werk levert of wanneer zijn werk ten goede komt aan de integratie van verschillende kunstdisciplines. De Kurt-Schwittersprijs bedraagt 25.000 euro en de uitreiking ervan is elke twee jaar. In 2004 ging de prijs naar de Nederlandse kunstenaar Joep van Lieshout.